# San Pedro kommun, Valle del Cauca
San Pedro är en kommun i Colombia.   Den ligger i departementet Valle del Cauca, i den centrala delen av landet, 250 km väster om huvudstaden Bogotá. Antalet invånare är 15 784. Arean är 278 kvadratkilometer.
Terrängen i San Pedro är varierad.